# Pyrausta flavidiscata
Pyrausta flavidiscata is een vlinder van de familie van de grasmotten (Crambidae). De wetenschappelijke naam van deze soort is voor het eerst voorgesteld door George Francis Hampson in een publicatie uit 1913. De spanwijdte bedraagt 14 tot 16 millimeter.
De soort komt voor in Guatemala en Panama.